# سیدر بلاف، نبراسکا
سیدر بلاف(به انگلیسی: Cedar Bluffs) شهری در ایالت نبراسکا کشور ایالات متحده آمریکا است که جمعیت آن در سرشماری سال ۲۰۱۰ میلادی، ۶۱۰ نفر بوده‌است.